# UPSIDER
株式会社UPSIDER（英：UPSIDER.inc）は、法人カード「UPSIDER」やBPSPサービス「支払い.com」など法人間決済サービスの企画・運営を行う日本の金融企業。

## 概要
2018年5月に、宮城徹・水野智規によって設立・創業。
2020年に法人カード「UPSIDER」をリリース。
2022年4月にはクレディセゾンと提携して銀行振込の請求書をカード払いに切り替えるBPSPサービスの新事業「支払い.com」の共同提供を開始。同年8月には、共同創業者でありCOOの水野智規が代表取締役に就任し、共同代表制に移行。
2023年5月には、ベンチャー融資を行うための子会社「株式会社UPSIDER Capital」を設立。同時にAIチャット型の業務効率化ツール新プロダクト「AI Coworker」のリリースを発表した。また、同年11月にはみずほフィナンシャルグループ傘下の投資専門会社みずほイノベーション・フロンティアが、子会社の UPSIDER Capital に出資し、２社の合弁事業としてベンチャーデットファンド「UPSIDER BLUE DREAM Fund」を設立。

### 資金調達
2021年10月、海外投資家等から約38億円の資金調達を実施。その後2022年5月に DST Global PartnersとWiLによる共同リード投資で、総額150億円、7月にはみずほキャピタルと三井住友銀行、SMBCベンチャーキャピタルからも資金調達を実施し、国内メガバンク系VC３社からの資金調達が完了した。また同年10月にはデットファイナンスをクローズし、467億円の資金調達を実施し注目を浴びた。累計資金調達額は600億円を超える。

## 沿革
- 2018年5月 - 設立、創業。
- 2020年 法人カード「UPSIDER」をリリース。
- 2022年
  - 4月 - クレディセゾンと提携し銀行振込の請求書をカード払いにする「支払い.com」の共同提供を開始。
  - 8月 - 共同創業者でありCOOを務めていた水野智規が代表取締役に就任し共同代表制に移行。
- 2023年
  - 5月 - 大手金融機関とタッグを組んでベンチャー融資を行うための子会社「株式会社UPSIDER Capital」を設立。
  - 6月 - 同時にAIチャット型の業務効率化ツール新プロダクト「AI Coworker[注釈 1]」のリリースを発表。
  - 11月 - みずほイノベーション・フロンティアが子会社の UPSIDER Capital に出資し、ベンチャーデットファンド「UPSIDER BLUE DREAM Fund」を設立[1]。

## サービス
- 法人カード「UPSIDER」
- 支払い.com クレディセゾンと共同運営するBPSPサービス。
- UPSIDER Coworker AIチャット型の業務効率化ツール
- UPSIDER BLUE DREAM Fund 子会社の UPSIDER Capitalが運営。 レイターステージのベンチャー向けデットファンド。